# Sangaste
Sangaste (deutsch: Sagnitz = Schloss/Gutshof; Theal = ehemaliges Kirchspiel) ist eine ehemalige Landgemeinde im estnischen Kreis Valga mit einer Fläche von 144,7 km². Sie hatte 1489 Einwohner (1. Januar 2006). 2017 fusionierte Sangaste mit der Landgemeinde Otepää und Teilen der Landgemeinde Palupera zur Landgemeinde Otepää.
Neben dem Hauptort Sangaste umfasste die Gemeinde die Dörfer Ädu, Keeni, Kurevere, Lauküla, Lossiküla, Mäeküla, Mägiste, Pringi, Restu, Risttee, Sarapuu, Tiidu und Vaalu.

## Geschichte
Sangaste wurde erstmals 1272 unter dem Namen Toyvel erwähnt. Das 1287 gegründete Herrenhaus Sagnitz gab der Gemeinde den heutigen Namen.
Bei Sagnitz kam es während des Großen Nordischen Krieges am 29. Juli 1702 zum Gefecht bei Hummelshof (auch Schlacht von Sagnitz genannt) zwischen den Armeen des schwedischen Königs Karl XII. und der Armee des Zaren von Russland Peter dem Großen.

## Schloss Sagnitz

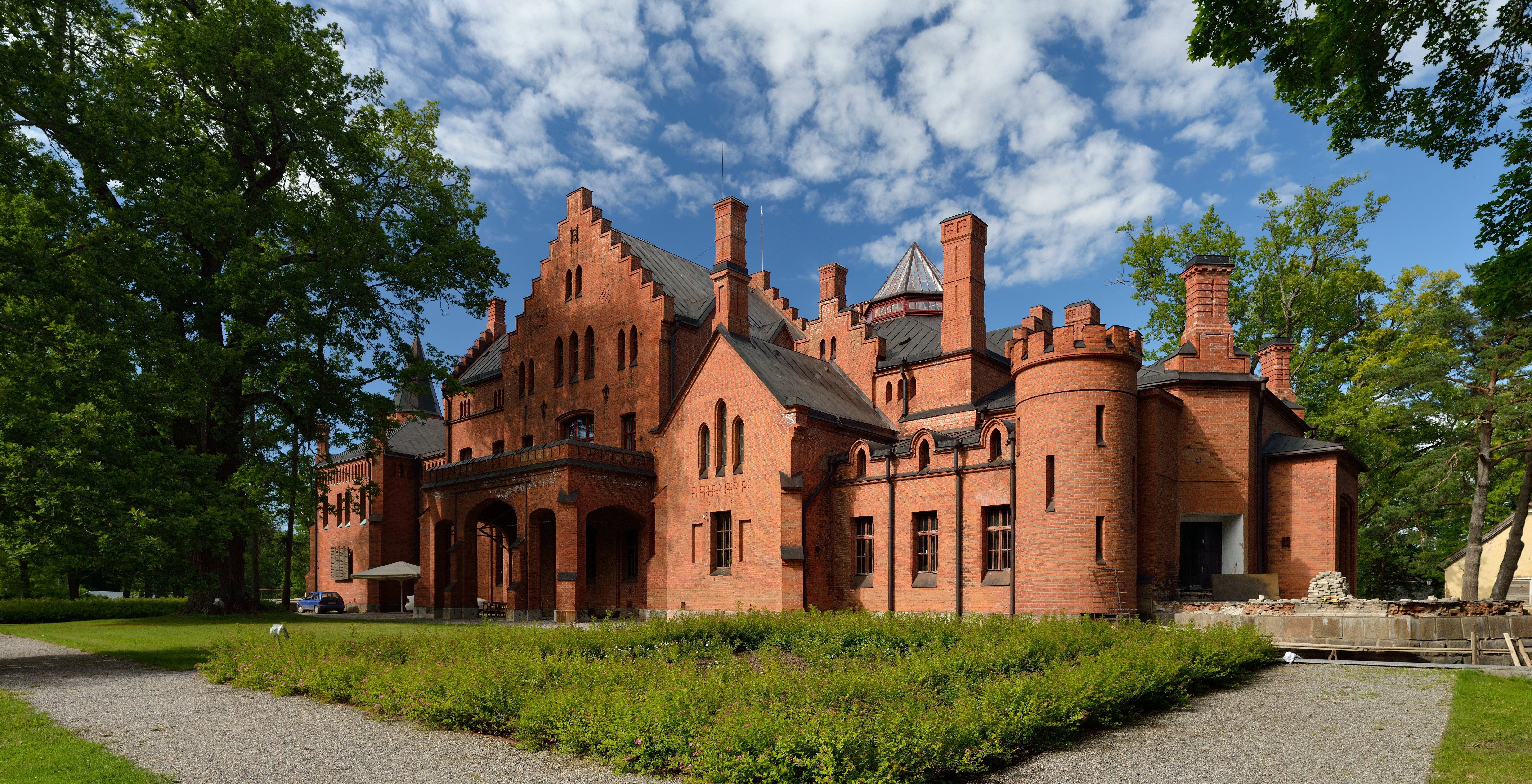
Schloss Sagnitz

Schloss Sagnitz (estnisch: Sangaste mõis) gilt als eines der bedeutendsten Beispiele der Neugotik im Baltikum. Das heutige Gebäude wurde 1879 bis 1883 nach Plänen von Otto Pius Hippius im Stil der Neugotik mit Einflüssen des Neu-Tudorstils erbaut. Einige Teile der ursprünglichen Inneneinrichtung haben sich bis heute erhalten. Das Schloss war ungewöhnlich modern ausgestattet und hatte eine Zentralheizung, ab 1896 Telefone und ab 1907 auch elektrisches Licht.

## Söhne und Töchter der Gemeinde
- Friedrich Wilhelm Rembert von Berg (1794–1874), Feldmarschall der russischen Armee und Vizekönig (Namiestnik) von Kongresspolen
- Carl Immanuel Philipp Hesse (1875–1918), deutsch-baltischer Pastor und evangelischer Märtyrer